# کمی دل‌وجرئت
کمی دل‌وجرئت (انگلیسی: Some Nerve) یک فیلم کوتاه کمدی به کارگردانی مک سنت است که در سال ۱۹۱۳ منتشر شد.

## گزیدهٔ بازیگران
- راسکو آرباکل
- سسیل آرنولد
- آلیس دونپورت
- دات فارلی
- ادگار کندی
- جرج نیکولز
- فورد استرلینگ